# Grimpoteuthis
Grimpoteuthis (Грімпотевтіс) — рід восьминогів родини Opisthoteuthidae. Включає 13 видів. Інші назви: восьминіг-дамбо, дамбо-восьминіг. Названий на честь персонажа слоненяти Дамбо з мультфільму «Дамбо» Уолта Діснея.

## Поширення
Рід поширений по всьому світу. Живуть на глибині до 4000 метрів. У квітні 2020 року в Яванському жолобі виявлено Grimpoteuthis на глибині понад 7000 м.

## Опис
Пелагічні восьминоги. За очима мають вухоподібні плавці, за допомогою яких плавають в товщі води. Живляться молюсками, ракоподібними, червами.

## Види
- Grimpoteuthis albatrossi
- Grimpoteuthis antarctica
- Grimpoteuthis bathynectes
- Grimpoteuthis bruuni
- Grimpoteuthis glacialis
- Grimpoteuthis hippocrepium
- Grimpoteuthis imperator
- Grimpoteuthis meangensis
- Grimpoteuthis megaptera
- Grimpoteuthis pacifica
- Grimpoteuthis plena
- Grimpoteuthis tuftsi
- Grimpoteuthis umbellata
- Grimpoteuthis wuelkeri